# Ward Szarzynski
Ward Szarzynski (* 18. Juni 1974 in Turnhout) ist ein ehemaliger belgischer Eishockeyspieler, der einen großen Teil seiner Karriere bei den White Caps Turnhout in der belgischen Ehrendivision spielte. Sein Zwillingsbruder Sjef war ebenfalls professioneller Eishockeyspieler.

## Karriere
Ward Szarzynski begann seine Karriere in den benachbarten Niederlanden, wo er zunächst für die Eindhoven Kemphanen in der Ehrendivision spielte. Zum Jahreswechsel 1994/95 wechselte er zum Ligakonkurrenten Dordrecht Lions, kehrte aber nach eineinhalb Jahren zu den Kampfhähnen zurück. 1998 kehrte er nach Belgien zurück und spielte für die Phantoms Deurne, mit denen er aber ebenfalls in den Niederlanden spielte. Nachdem er die Spielzeit 1999/2000 in der belgischen Ehrendivision bei den Griffoens Geel verbracht hatte, ging er erneut zu den Phantoms Deurne, mit denen er 2001 und 2003 belgischer Meister wurde. 2001 und 2002 gewann er mit dem Antwerpener Stadtteilklub den Pokalwettbewerb. 2004 zog es ihn in seine Geburtsstadt, wo er bis zu seinem Karriereende für die White Caps Turnhout spielte und 2006, 2007, 2008 und 2011 erneut den belgischen Titel errang. Von 2010 bis 2012 nahm er mit seinem Team zudem am niederländisch-belgischen North Sea Cup teil.

### International
Für Belgien nahm Szarzynski im Juniorenbereich an der U18-C-Europameisterschaft 1992 teil.
Mit der Herren-Nationalmannschaft nahm Szarczynski zunächst an den C2-Weltmeisterschaften 1994 und 1995 sowie den D-Weltmeisterschaften 1996, 1997, 1998, 1999 und 2000 teil. Nach der Umstellung auf das heutige Divisionensystem spielte er bei den Weltmeisterschaften der Division II 2001, 2002, 2003, 2005, 2006, 2007, 2008 und 2010. Bei der Weltmeisterschaft 2004 spielte er mit den Belgiern in der Division I.

## Erfolge und Auszeichnungen
- 2000 Aufstieg in die Division II bei der D-Weltmeisterschaft
- 2001 Belgischer Meister und Pokalsieger mit den Phantoms Deurne
- 2002 Belgischer Pokalsieger mit den Phantoms Deurne
- 2003 Belgischer Meister mit den Phantoms Deurne
- 2003 Aufstieg in die Division II, Gruppe A, bei der Weltmeisterschaft der Division II, Gruppe B
- 2006 Belgischer Meister mit den White Caps Turnhout
- 2007 Belgischer Meister und Pokalsieger mit den White Caps Turnhout
- 2008 Belgischer Meister und Pokalsieger mit den White Caps Turnhout
- 2009 Belgischer Pokalsieger mit den White Caps Turnhout
- 2011 Belgischer Meister und Pokalsieger mit den White Caps Turnhout